# 14314 Tokigawa
14314 Tokigawa este un asteroid din centura principală de asteroizi.

## Descriere
14314 Tokigawa este un asteroid din centura principală de asteroizi. A fost descoperit pe 18 februarie 1977 la Kiso de Hiroki Kosai și Kiichiro Hurukawa. Asteroidul prezintă o orbită caracterizată de o semiaxă mare de 3,14 ua, o excentricitate de 0,16 și o înclinație de 2,1° în raport cu ecliptica.